# Māl Āqā
Māl Āqā (persiska: مال آقا) är en ort i Iran.   Den ligger i provinsen Khuzestan, i den centrala delen av landet, 500 km söder om huvudstaden Teheran. Māl Āqā ligger 1 086 meter över havet och antalet invånare är 128.
Terrängen runt Māl Āqā är bergig österut, men västerut är den kuperad. Māl Āqā ligger nere i en dal. Runt Māl Āqā är det ganska tätbefolkat, med 58 invånare per kvadratkilometer. Närmaste större samhälle är Bāgh-e Malek, 15,5 km sydväst om Māl Āqā. Omgivningarna runt Māl Āqā är i huvudsak ett öppet busklandskap.